# まじかりっく⇔スカイハイ 〜空飛ぶホウキに想いをのせて〜
『まじかりっく⇔スカイハイ 〜空飛ぶホウキに想いをのせて〜』は2013年12月20日にWhirlpoolより発売されたパソコン用アダルト美少女ゲーム。略称は『まじスカ』。

## ストーリー
魔法世界が突然現れて人類は共存の道を選択して早10数年、育成機関は徐々に規模が大きくなり、各地に姉妹校ができるまでになった。
その中の一つ、ブリリアントガーデンのクラルス魔法学園の生徒である天満隼人は空を飛ぶことにだけは長けていた。ある日、定例になっている夜間飛行で森の遺跡に不時着した彼はそこで不思議な箒を発見する。

## 登場人物

### 主人公
天満 隼人 （てんま はやと）
本作の主人公で、クラルス魔法学園二年生。空を飛ぶ事では他人を凌駕する実力を備えるが、着地はいまだ不得意で、たびたび不時着する。
使用する箒はライトニングブラックウィンド。しかし、森を飛んでいる際に墜落して壊してしまい、墜落現場の遺跡内でサライラを発見し、以後は彼女のパートナーとして学園で唯一空を自由に飛べる存在となる。
実際には魔力は学園でもトップ(唯一のSランク)だが幼い頃、ゆりかを助ける為に使った「未来の自分から魔力を前借りする」魔法により魔力が無い状態にある。これは借金のような物で返す必要があるのだが、隼人の「空を飛びたい」と言う意思の強さにより「空を飛ぶ」魔法だけは使えていたのでその所為で魔力が使えない状況が長引いている。
幼い頃はゆりかと共に神童と言われていた。

### ヒロイン
川澄 ゆりか （かわすみ ゆりか）
声:北見六花
身長：161cm。スリーサイズ：B85（D）/ W55/ H85。テーマ曲「いつもそこにある笑顔」
クラルス魔法学園二年生。 隼人の幼馴染であり、彼への依存度は非常に高く、隼人の傍にいないと何もできない状態になってしまう。ただし学校の成績は良く、勉強面で隼人を助けているため、周りからは隼人がゆりかに依存していると思われている。魔力も高いのだが、高所恐怖症で空を飛ぶ事は苦手。
高所恐怖症の原因は幼い頃に隼人と金環日食をみる為に雲の上に上ろうとして失敗して落ちたのが原因である。その時に過去の記憶もほとんど失ってしまったが、隼人が使った「他人の着地を保護する」魔法を見様見真似で今でも使える。これ以外にもマリーのオリジナルの魔法を一瞬にして模倣してしまうなど他人の魔法を真似るのが得意。

ファナ＝アーシム
声:御苑生メイ
身長：155cm。スリーサイズ：B94（G）/ W59/ H91。テーマ曲「陽だまり子猫」
クラルス魔法学園二年生。努力を惜しまぬ性格であり、魔法に関する失敗が多い一方、古文書などの解析には長けており、魔法道具が保管されている資料室の管理を任されているほどである。
魔法服を着た時に猫耳が生え、解除しても猫耳が残ってしまっている。現在はそのような境遇を受け入れている。この猫耳は魔力の探知装置にもなっているが、時折猫っぽい仕草が出てしまう。
魔法少女アニメに憧れ、魔法学園に入学した。そのため、そのアニメのようなシチュエーションになると性格が変わる。また、仮面を被って子供達のヒーローになったり、魔法服も魔法少女をイメージしていたりする。ちなみにその仮面は幼い時に勇者を名乗る仮面の男に助けられた時にプレゼントされた物である。
魔力自体は低いわけではなく、紙などに命を宿して擬似生命体を作ることのみに特化していて、逆にそれ以外の魔法はほぼ失敗してしまう。

シャルルル＝ファルテシア
声:藤森ゆき奈
身長：145cm。スリーサイズ：B72（A）/ W51/ H71。テーマ曲「見習いでもふぁいと」
クラルス魔法学園一年生。世界樹を育てる「管理人」の見習いである人工精霊で、一人前の管理人になるべく学園に入学した。愛称はシャル（以降もシャルと表記）。
なかなか世界樹の芽が出ずに困っていたところ、隼人と出会ったことで芽が出、隼人を慕うようになった。
セシルのバックアップなのだが、必要になる前に世界樹がアリシアのラピスに取って代わられた為封印されていた。封印が解かれたばかりなので、純真無垢で、人を疑う事を知らない。セシルと同じく「人と関わらないようにする」魔法がかけられていて世界樹が成長すると姿が見えなくなるが、後にじゅじゅにその魔法は解かれている。
部屋にはフォーティア魔法学園がある魔法島の写真が飾ってある。

エミリア＝プリフ＝高嶺 （エミリア＝プリフ＝たかみね）
声:星咲イリア
身長：164cm。スリーサイズ：B87（E）/ W58/ H88。テーマ曲「メイドのたしなみ」
クラルス魔法学園三年生。メイドを目指しており、あらゆる家事を箒でこなしている。魔力は高く、使っている箒は発現したラピスである。また、箒格闘術なる護身術も身に付けており、並の男では全く歯が立たない。得意な魔法は精神干渉で、他人の心の中に自分や他人を送り込む事も可能。
空を飛ぶための道具として箒を扱う隼人と、箒の使い方で対立しているが、彼の箒に対する敬意も理解している。
メイド養成機関「湖畔の楼閣」で師と崇める緑髪の女性と出会う。メイドとしての考えが極端なのも彼女の所為。ご主人様候補はゆりかやマリー。隼人も一応候補に入っているが、可能性は一番低いらしい。

### サブヒロイン
サライラ
声:桃井穂美
遺跡で隼人が拾った箒が姿を変えた人工精霊で、朽ちていく世界樹１本を全て使って作られた存在。空飛ぶことが大好きで隼人をパートナーと定めた。
実はMS現象を起こしたのは彼女であるが、彼女が本来持っているのは「自己進化」の機能のみ。本当の原因は隼人が幼い頃使った「未来の自分から魔力を前借りする」魔法を見て「周囲の魔力を吸収する」魔法を無意識に使ってしまっているせいである。

マリー=クラシス=ヴィクトリア
声:桃井いちご
クラルス魔法学園二年生。『MagusTale』のセーラや『77』のカレンと同じヴィクトリア家の令嬢であり、エリート意識が高い。そのため優秀な成績をおさめているゆりかを敵視しており、隼人に対してはもっと厳しい。実は隼人と同じくらい空を飛ぶことが大好きである。
魔法を使うときに呪文のようなものを口ずさむが、それは、幼少の頃に親戚のお姉さんから貰った本の影響で言葉には力があるから、とのこと。
ちなみにヴィクトリア家の出身ながら、何故か彼女はラピスを持っていない。その理由は不明である(劇中でも言及されていない)

### サブキャラクター
ルーク=サナス=トランジア
声:月黒斗夜
隼人をライバル視する男子生徒だが、当の隼人はへたれ扱いして軽く流している。
名家の出で、普通は生徒には伝わらない入学時の魔力検査の結果を知っており、隼人をライバル視するのは隼人が実はＳランクである事を知っている為である。

上郷和馬
声:花井新太郎
隼人のクラスの担任で、モノクルが特徴。
失敗には寛容だがいい加減な生徒に対しては容赦ない。
家族をとても愛しており、子供の写真を持ち歩くほど。
得意分野は魔法史で、その能力を生かせば歴史を改ざんする事も容易にできる。

### TIPSのみの登場
モコ&ポコ
ESCを押したときに表示される画面で登場する。
エルダ＝フィニス＝ヴィクトリア
フォーティア魔法学園の学園長で、マリーの叔母。
ボガード＝ニムバス
フォーティア魔法学園の教師で、マリーの師父。
次元見聞録という本を出版している。
現在はフォーティア魔法学園を失踪し、最後に目撃された時には飄々とした若い男性と、胸は無いが大人の色気を振りまく女性と行動していた。
セシル＝アベセンティア
シャルの先輩の世界樹の管理人であり、シャルの名付け親でもある。
何らかの手違いでシャルルルとなってしまった事に落ち込んでいる。

## 舞台・用語
ブリリアントガーデン
魔法世界から突然この世界に転移してきた星型の島。世界樹は無いものの、魔力含有量が多い為、島の中央にクラルス魔法学園が建設された。島内には魔力を制御する施設が作られており、いつでも魔法を使えるようになっている。森の奥には遺跡があり、森上空は大気の魔力が不安定で飛びにくい。
クラルス魔法学園
隼人たちが通っている全寮制の魔法学園。ただしフォーティア魔法学園と違い、ブリリアントガーデンには魔法時間が無いため学園は変化しない。また魔法実習室は、魔法島の魔法時間と同じ魔力濃度で調整されており、魔法の制御がしやすくなっている。
学生の自主性を尊重してる為、トラブルに関しては学生自身に解決させている。
世界樹
魔法使い達の魔法の源たる大樹。元々ブリリアントガーデンには生えていなかったのだが、島の研究機関に大量の魔力が必要となるため、急遽種子が植えられる事となった。中々芽が出なかったが、隼人がシャルと関わる事で急速に成長する。シャルルートでは意思を持ち、シャルから口癖からとって「じゅじゅ」と名付けられた。性別的には女性。シャルが甘やかしたせいか、自分のことを「朕」と呼んでワガママで傍若無人な性格になるが、シャルの事はきちんと考えている。隼人とはケンカするほど仲が良いといった関係になる。逆に大人は面倒くさくて嫌い。
魔法服
魔法を使う時に用いられる服装で、装備した者の意志がある程度反映される。
アーティカルバイス
Whirlpool作品世界共通である魔法発動の文言。Tipsによると「直訳すると『魔法の力』という意味で転じて『魔法よ、発動せよ』の意味合いとして使われている」とされている。
MS現象
大気の魔力が無くなり、魔力を使った空中移動が全くできなくなる現象。ただし、魔法使い自身の魔力を使えば浮く程度は可能。MS現象の呼び名は略称で正式名称は「魔法で（M）空が飛べなくなる（S）現象」。

## スタッフ
- 原画 - 水鏡まみず、キグナス
- SD原画 - れとまクロ
- シナリオ - 大三元、志村那由多、瀬戸涼一
- 音楽 - junya、Tanatoshi、shono、morikawa

## 主題歌
オープニングテーマ「And Jump!!」
歌 - AiRI / 作詞 - SugarLover / 作曲・編曲 - 山口朗彦
エンディングテーマ「ずっとずっと」
歌 - NANA / 作詞 - SugarLover / 作曲・編曲 - 斎藤悠弥

## 批評
『BugBug』2014年2月号に本作のレビューが掲載された。レビューでは、水鏡まみずとキグナスを原画家として採用した結果、両者が描く美少女キャラはタッチが異なり、ヒロインの性格にもそれが現れていると指摘された。水鏡まみずが原画を担当したゆりかとシャルルルは無垢で繊細な雰囲気が全面に押し出されているのに対し、キグナスが原画を担当したファナとエミリアは立ち絵の時点で既にエロさが現れていると述べられた。本作はWhirlpoolの過去作であるMagusTaleと世界観を同じにしているが、レビューでは同一世界観の要素は少なめであり過去作の知識がなくても問題なくプレイできる作品になっていると述べられた。